# Canal San Bovo
Canal San Bovo es una comune italiana situada en la provincia autónoma de Trento, en Trentino-Alto Adigio. Tiene una población estimada, a fines de agosto de 2022, de 1467 habitantes.

## Evolución demográfica
| Gráfica de evolución demográfica de Canal San Bovo entre 1861 y 2022 |
|                                                                      |
| Fuente: ISTAT - Elaboración gráfica de Wikipedia                     |